# Ухтомский, Алексей Владимирович
 Алексей Владимирович Ухтомский (14 [26] марта 1875, с. Поздино, Новгородской губ. — 17 декабря 1905, Люберцы) — русский революционер, машинист Московско-Казанской железной дороги, эсер.

## Биография
Окончил сельскую школу в Поздино и ремесленное училище им. цесаревича Николая в Петербурге, работал на железных дорогах. В октябре 1905 года — руководитель стачечного комитета железнодорожников, затем один из руководителей боевой дружины Казанской железной дороги. В ходе восстания в Москве во главе дружины полностью овладел линией Москва—Голутвин, разоружив на ней полицию, перерезав телеграф и разоружая возвращавшиеся из Маньчжурии воинские эшелоны. Отличился тем, что 14 декабря сумел вывести дружинников в Перово, несмотря на две устроенные ему засады и массированный пулемётный огонь. Вскоре, однако, был вместе с группой из шести дружинников арестован карательной экспедицией Семёновского полка под руководством полковника Римана на станции Люберцы и без суда расстрелян 17 декабря 1905 года.

## Память
Ухтомский был, по всей видимости, одним из немногих эсеров, официально признававшимся в СССР героем революции 1905 года. Именем революционера были названы:
- волость Московского уезда Московской губернии, с 1929 года — район Московской области, в 1959 году переименованный в Люберецкий;
- платформа Казанской железной дороги (бывшая Подосинки);
- Люберецкий завод сельскохозяйственного машиностроения.
- локомотивное депо Пенза-I (c 1973)
- улицы в Москве, Пензе (с 1919), Казани (до 2005),Симферополе, Ярославле, Ижевске, Лыткарине, Тамбове, Уфе (1956 г.), Хабаровске, Малаховке, Нижнем Новгороде, Ашхабаде,  Волгограде, Электрогорске, Курске, Рузаевке, Лукоянове, Череповце. Екатеринбург ,  Красноуфимск, Свердловская обл.

Памятник Ухтомскому в Москве, на Ухтомской улице.

Памятники Ухтомскому существуют в Люберцах, в Москве (1989; в ЮВАО, около школы № 733; скульптор — И. Л. Замедянский), Пензе (1979; на территории локомотивного депо Пенза-I; скульптор — В. Г. Курдов) и Рузаевке (на территории ПКиО им. Пушкина).
В 1926 году об Ухтомском сняли фильм «Машинист Ухтомский».